# Oxytropis saurica
Oxytropis saurica är en ärtväxtart som beskrevs av Saposhn. Oxytropis saurica ingår i släktet klovedlar, och familjen ärtväxter. Inga underarter finns listade i Catalogue of Life.